# 威州镇 (井陉县)
威州镇，是中华人民共和国河北省石家庄市井陉县下辖的一个乡镇级行政单位。

## 行政区划
威州镇下辖以下地区：
北岸村、东街村、西街村、寨湾村、南沟村、五里寺村、五柳村、南平望村、北平望村、石棋峪村、南固底村、北固底村、高家峪村、威河西村、坡头村、上坡头村、东头村、新蒿亭村、东北峪村、庄子头村、鲁家峪村、三峪村和上庄村。